# بخش سفیدآبه
بخش سفیدآبه، یکی از بخش‌های شهرستان نیمروز در استان سیستان و بلوچستان ایران است. مرکز این بخش، روستای سفیدآبه است.

## تقسیمات کشوری
- بخش سفیدآبه
  - دهستان سفیدآبه
  - دهستان ماده کاریز

## جمعیت
بر پایه سرشماری عمومی نفوس و مسکن در سال ۱۳۹۵، جمعیت بخش سفیدآبه برابر با ۴٬۹۱۴ نفر بوده‌است.